# Cyanerpes
Cyanerpes és un gènere d'ocells de la família dels tràupids (Thraupidae). Són coneguts com a ocells mel·lífers.

## Taxonomia
Segons la Classificació del Congrés Ornitològic Internacional (versió 2.5, 2010) aquest gènere està format per 4 espècies:
- Cyanerpes caeruleus - tàngara melera cerúlia.
- Cyanerpes cyaneus - tàngara melera cama-roja.
- Cyanerpes nitidus - tàngara melera beccurta.
- Cyanerpes lucidus - tàngara melera lluenta.